# Ivan Honta
Ivan Honta, též Gonta (asi 1740–1768) byl společně s Maksymem Zalizňakem hlavní vůdce kozáckého povstání proti polské nadvládě na Ukrajině známého jako Kolijivščyna.

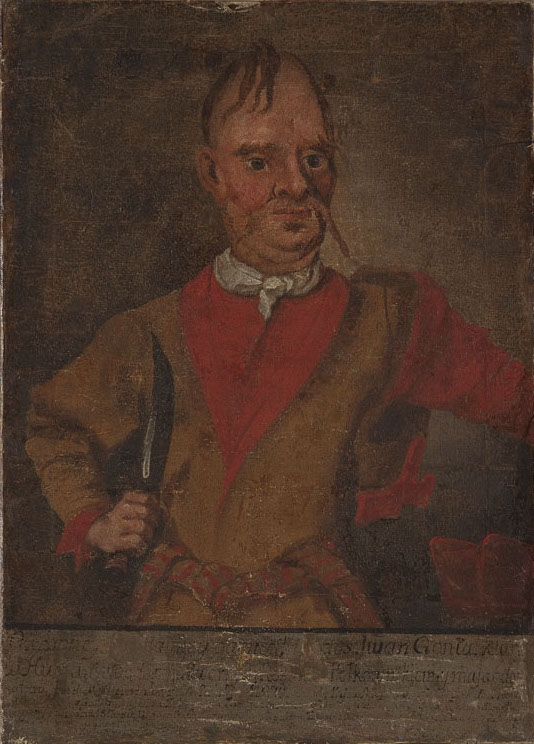
Ivan Honta

## Život
Honta pocházel z vesnického prostředí v Braclavském vojvodství, rok jeho narození je nejistý. Po roce 1760 sloužil v polském vojsku. Vše se změnilo počátkem roku 1768, kdy byl polský král Stanislav August Poniatowski pod ruským tlakem přinucen zrovnoprávnit pravoslavnou církev s katolíky a uniaty. Část polské šlechty, uskupená v tzv. Barské konfederaci se rozhodně postavila proti ruskému vměšování a nerespektovala požadavky pravoslavné církve. V oblastech ovládaných Barskou konfederací, zvláště na Pravobřežní Ukrajině, dokonce zesílil útlak pravoslavných věřících katolíky.
Právě náboženský útlak byl hlavní příčinou vypuknutí povstání mezi kozáky a rolnickým obyvatelstvem Ukrajiny a části dnešního Moldavska v květnu roku 1768. Do čela povstalců, kteří se sami nazývali Hajdamaci, se postavil kozácký velitel Ivan Honta a pravoslavný mnich Maksym Zalizňak, který však před vstupem do kláštera také žil mezi kozáky. Povstání se rozhořelo hlavně v oblasti Podolí na jihozápadě Ukrajiny. Nejvíc byla zpustošena oblast kolem města Umaně, kde došlo i k neblaze proslulé Umaňské řeži, při níž rebelové zmasakrovali asi 20 000 polských a židovských obyvatel města včetně žen a dětí. Podle pověsti, zpracované Tarasem Ševčenkem v jeho poemě Hajdamaci, Honta v Umani vlastní rukou zabil své dva malé syny za to, že přijali katolickou víru. Tento příběh se nezakládá na pravdě, protože Hontova žena i děti vyznávali pravoslaví. Navíc se Honta Umaňské řeže s největší pravděpodobností osobně neúčastnil.
Cílem Hajdamaků bylo obnovit samostatný kozácký stát na Ukrajině, jako tomu bylo o století dříve za Bohdana Chmelnického. Tažení se však rychle zvrhlo v pusté vyvražďování Poláků, Židů a uniatů. O brutalitě povstání svědčí svědectví přeživších. Hajdamaci své oběti často barbarsky mučili a naráželi na kůly, pro jejich povstání se proto vžil název Kolijivščyna, odvozený od narážení na kůly (někdy se však tvrdí, že tento název pochází z ukrajinského zvolání koli! koli! - "zabíjej!" nebo od slova kolij, což je nářeční ukrajinské slovo pro řezníka).
Živelné, nesmírně brutální a špatně organizované povstání hajdamaků bylo poměrně rychle potlačeno společnými silami královských oddílů a Barské konfederace. K potlačení povstání napomohli též Rusové, carevna Kateřina II. Veliká na Ukrajinu vyslala oddíly donských kozáků pod vedením generála Michaila Krečetnikova. Těm se část rebelů pod vedením Honty vzdala. Krečetnikov pak Hontu vydal polskému generálu Franciszkovi Branickému, který ho odsoudil k smrti za vlastizradu. Honta měl být stažen z kůže a rozčtvrcen, ale na popravišti projevil takovou odvahu a pohrdání smrtí, že Branicki povolil, aby byl "pouze" sťat, což bylo vykonáno ve vesnici Serby, nazývané dnes Hontivka. Zalizňak nebyl jakožto pravoslavný duchovní Polákům vydán, ruský soud jej odsoudil k vyhnanství na Sibiři, což byl vzhledem k jeho provinění poměrně mírný trest. Podle pověsti zemřel ještě na Ukrajině, prý se mu zastavilo srdce, když se dozvěděl o popravě Honty.
Povstání dohasínalo ještě po zajetí Hoty a Zalizňaka, ale do konce roku 1769 se ho podařilo zcela potlačit. Počet obětí zmasakrovaných během hajdamackého povsání se odhaduje nejméně na 200.000, ztráty povstalců nejsou známy, mnoho z nich však bylo zastřeleno nebo oběšeno během následujících represí polskými i ruskými vojáky, další byli zajati a odvezeni do sibiřského vyhnanství.
Ivan Honta je jednou z hlavních postav poemy Hajdamaci ukrajinského básníka Tarase Ševčenka.

## V literatuře
Honta a Zelizňak se stali hrdiny ukrajinského folklóru. Jsou také hlavními postavami známé poemy Tarase Ševčenka Hajdamáci z roku 1841, na Ukrajině jsou oba vůdci povstání přes svou kontroverzní historickou roli dodnes vnímáni jako národní hrdinové.